# Paróquia São Francisco de Paula
A Paróquia São Francisco de Paula é uma das paróquias pertencentes a Diocese de Campos, no Norte Fluminense. Ela está localizada no município de São Francisco de Itabapoana, no bairro Centro. Foi fundada em 10 de julho de 2000 com 40 000 habitantes, 26 comunidades e 27 capelas, 15 pastorais e movimentos, conselho econômico, 70 MEDESC's e 50 catequistas.

## Capelas
Capelas pertencentes a Paróquia São Francisco de Paula:
Lista dos bairros com suas respectivas capelas.
- Santa Rita (Nossa Senhora da Penha),
- Morro Alegre (São José),
- Arueira (Nossa Senhora da Penha),
- Imburi (São Jorge),
- São Domingos (São Domingos),
- Flor de Maio (Nossa Senhora do Perpétuo Socorro),
- Praça Imaculada (Imaculada Conceição),
- Pingo D'Água (Nossa Senhora da Penha de França),
- Santo Antônio (Santo Antônio),
- Estreito (Santo Agostinho),
- Itaquaruçu (Nossa Senhora Aparecida),
- Funil (Santa Cruz),
- Floresta (Nossa Senhora da Penha de França),
- Divisa (São Jorge),
- Gargaú (São Pedro, Santo Antônio e São Benedito),
- Santa Clara (Nossa Senhora de Fátima),
- Sossego (São Miguel Arcanjo),
- Praia dos Sonhos (Nossa Senhora das Graças),
- Bela Vista (São Cristovão),
- Bom Jardim (Santa Luzia),
- Ponto de Cacimbas (Santo Antônio),
- Volta Redonda (Nossa Senhora Aparecida),
- Alegria Dos Anjos (Anjo da Guarda),
- Santa Luzia (Santa Luzia)
- Valão Seco (Santa Cruz e Nossa Senhora das Graças).

## Deus é show
O evento "Deus é show" é promovido pela paróquia com apoio da prefeitura da cidade. Ele ocorre sempre no segundo sabado do mês novembro, e já íntegra o calendário oficial da prefeitura. Cantores regionais integram a programação junto com missas.